# Quercetină
Quercetina (denumită și soforetină sau quercetol) este un flavonol natural care se găsește în multe fructe, legume, frunze și semințe (de exemplu, capere, ceapă roșie, varză). Are un gust amar și este adesea utilizată ca supliment alimentar, sau în băuturi și alimente.